# Cortijo Nuevo 2da. Sección
Cortijo Nuevo 2da. Sección är en ort i Mexiko.   Den ligger i kommunen Tenosique och delstaten Tabasco, i den sydöstra delen av landet, 900 km öster om huvudstaden Mexico City. Cortijo Nuevo 2da. Sección ligger 43 meter över havet och antalet invånare är 118.
Terrängen runt Cortijo Nuevo 2da. Sección är kuperad åt sydväst, men åt nordost är den platt. Cortijo Nuevo 2da. Sección ligger nere i en dal. Runt Cortijo Nuevo 2da. Sección är det glesbefolkat, med 11 invånare per kvadratkilometer. Närmaste större samhälle är Tenosique de Pino Suárez, 19,2 km norr om Cortijo Nuevo 2da. Sección. I omgivningarna runt Cortijo Nuevo 2da. Sección växer i huvudsak städsegrön lövskog.